# Csallóközkürt
Csallóközkürt (szlovákul Ohrady, korábban Kerť na Ostrove) község Szlovákiában, a Nagyszombati kerületben, a Dunaszerdahelyi járásban.

## Fekvése
Dunaszerdahelytől 6 km-re keletre fekszik.

## Élővilága

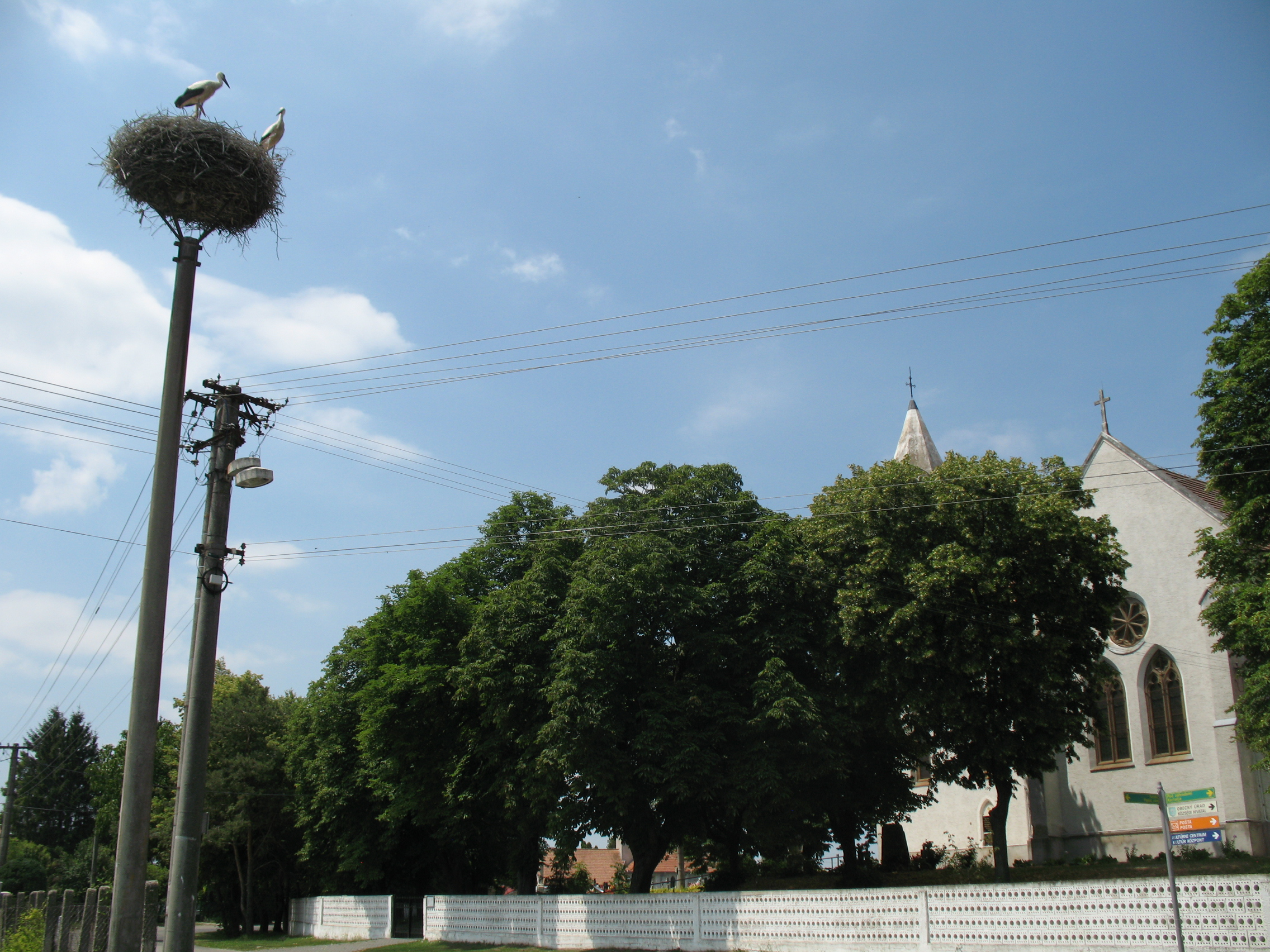
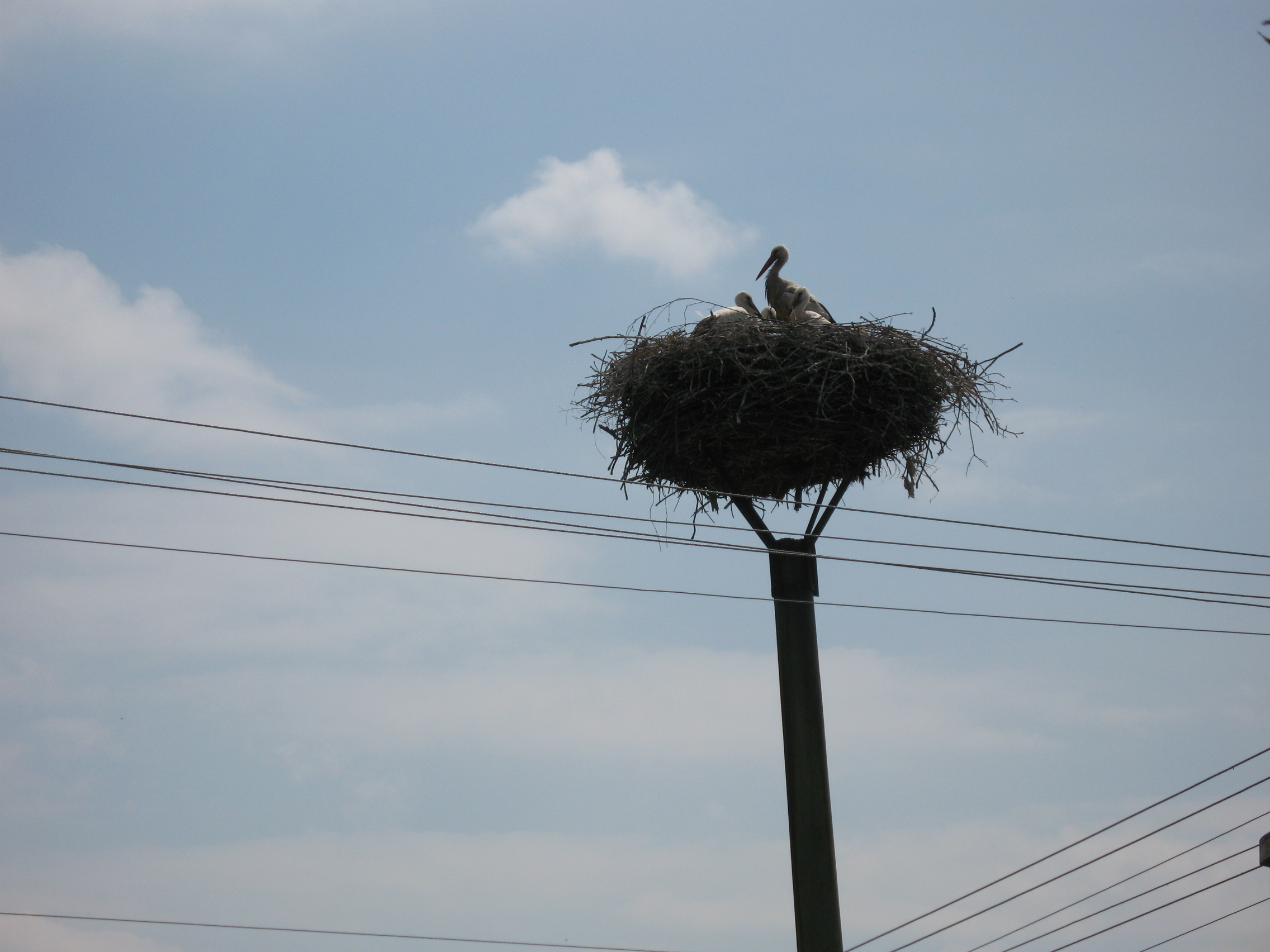
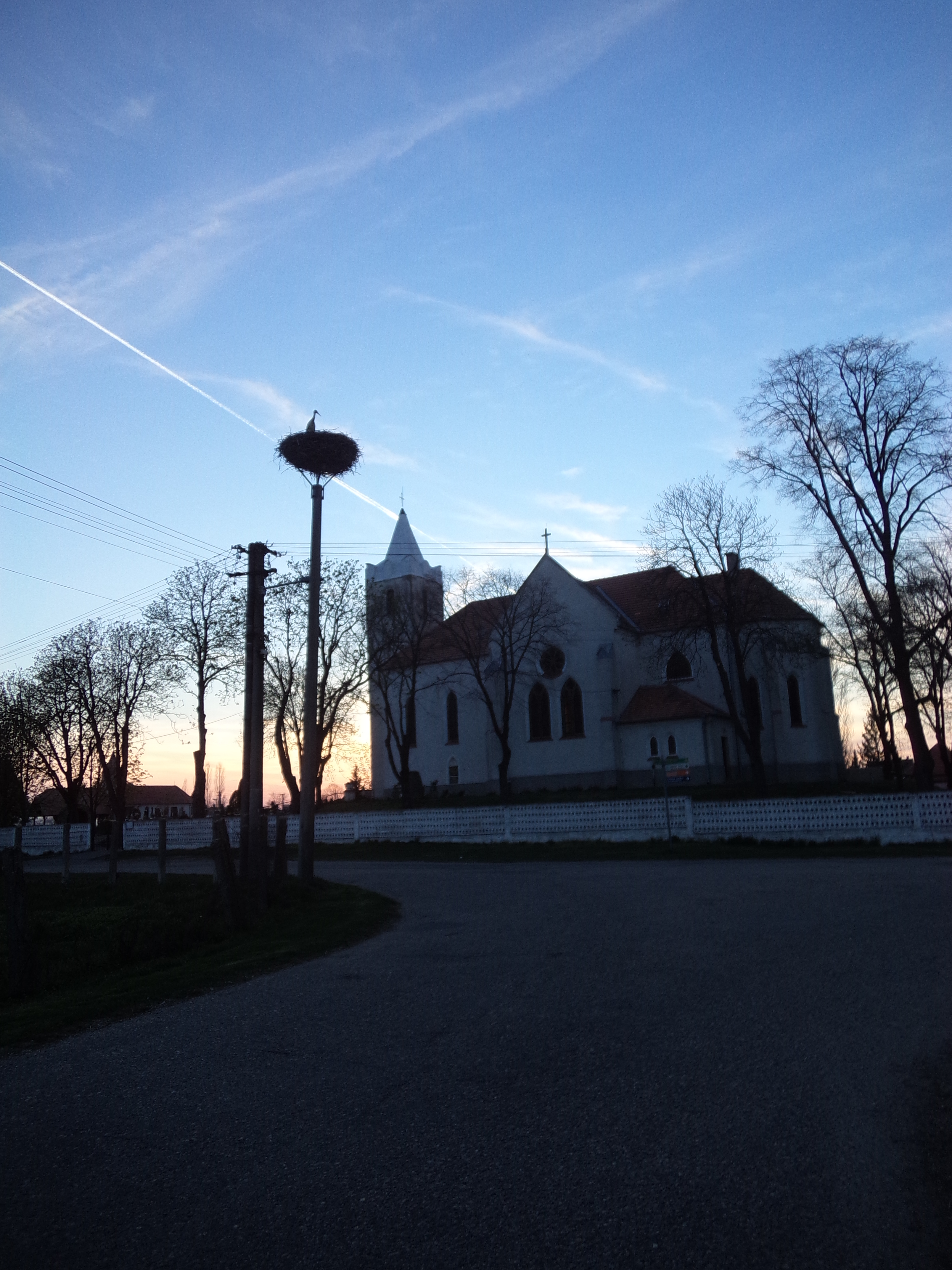
2015
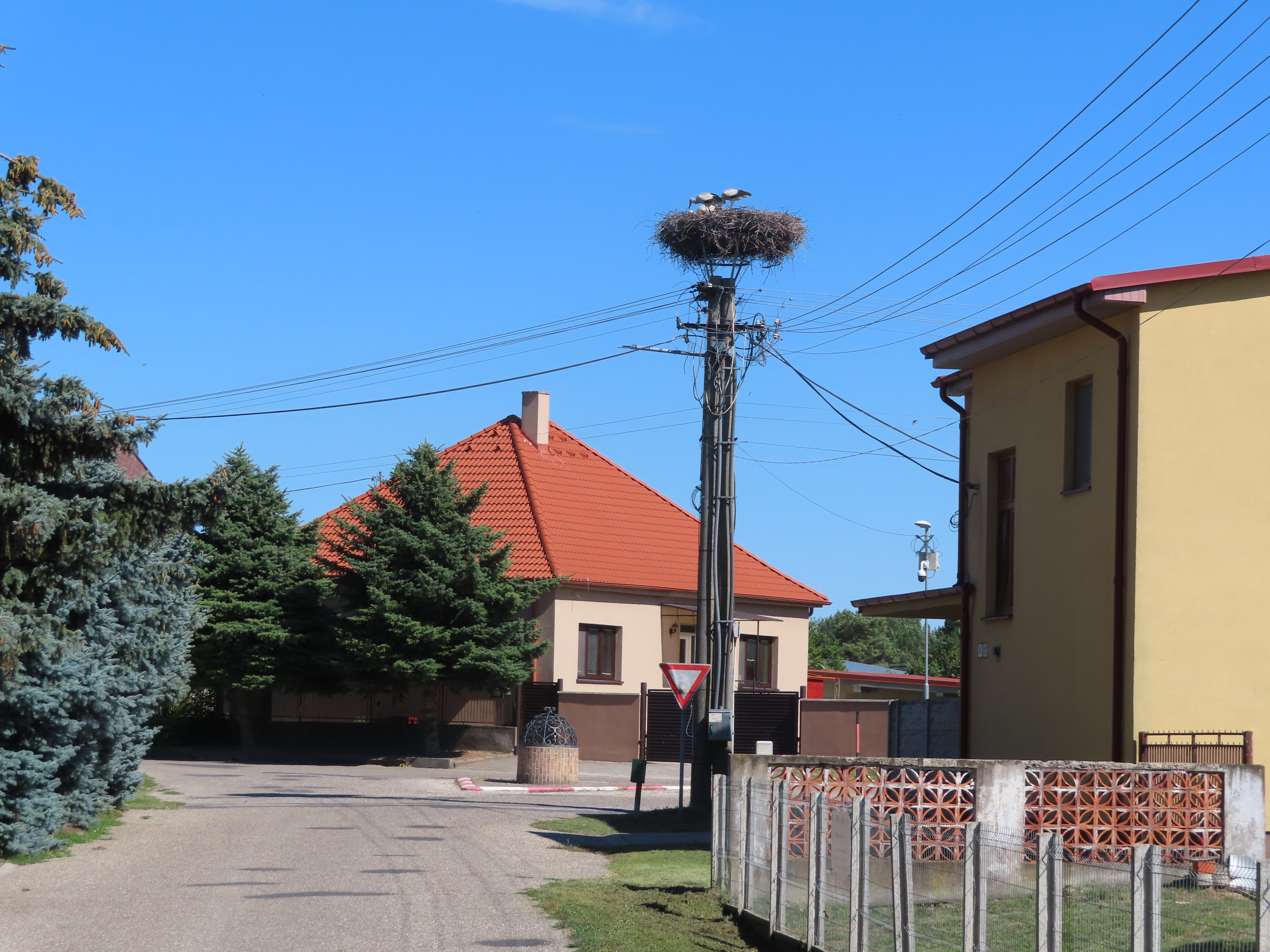
2022
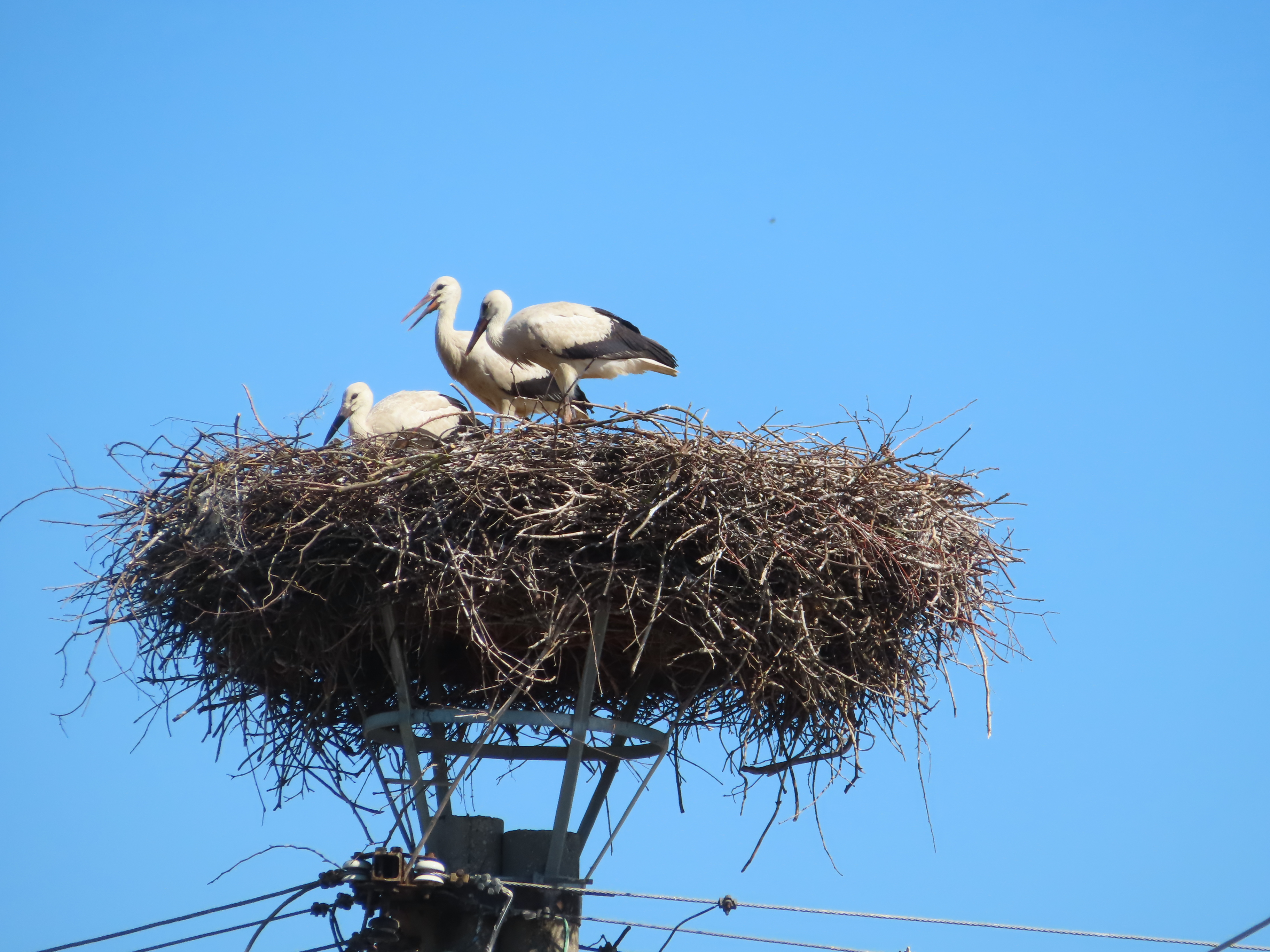
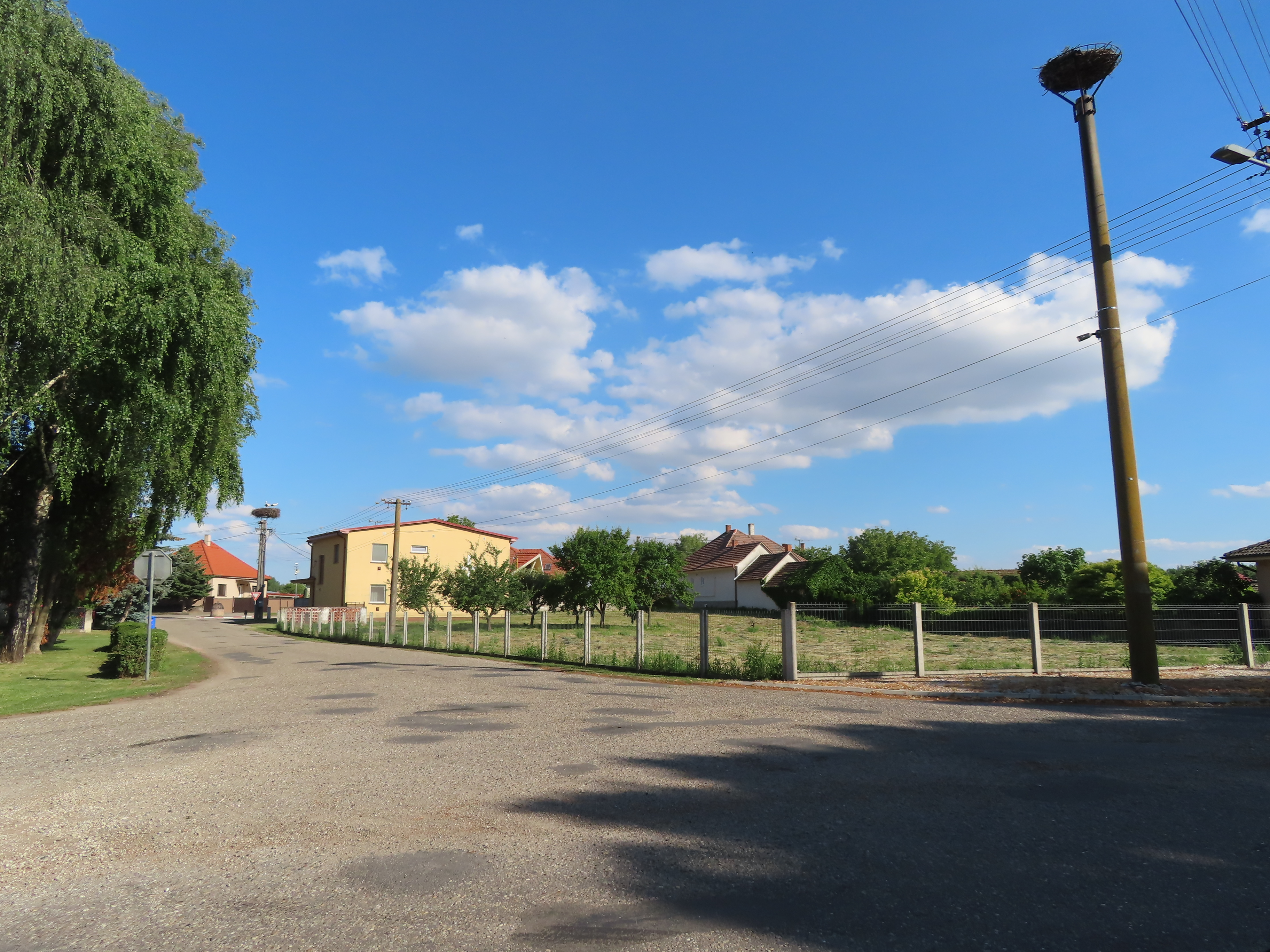
2023
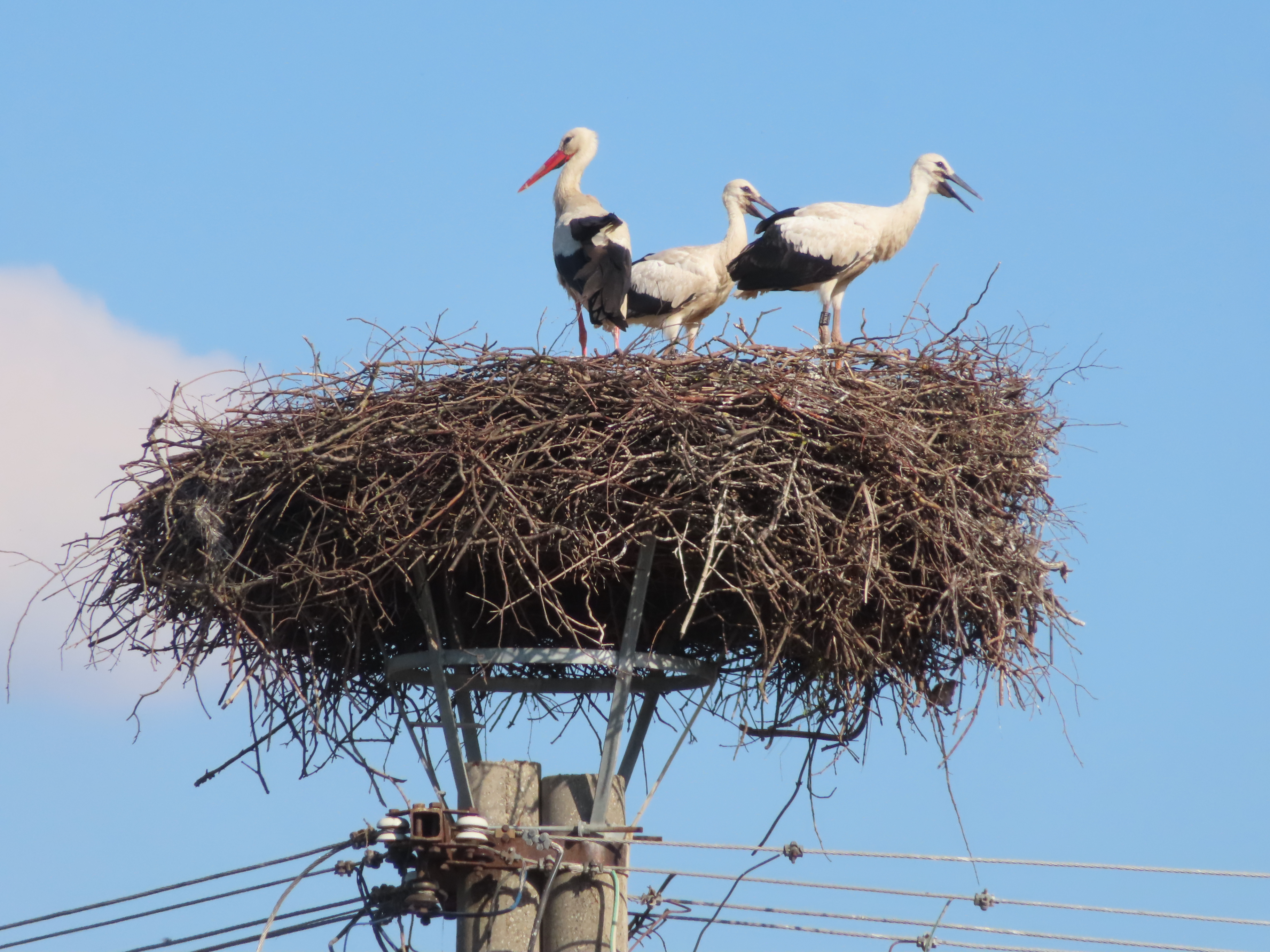

A templom közelében található egy gólyafészek, amelyben 2013-ban 3 fiókát, 2023-ban pedig 2 fiókát számoltak össze.

## Története
A falut 1138-ban említik először. Neve a magyar kürt törzsnévből származik (török: kögur = mellecske). Határában feküdt az egykori Nyék határőrfalu. 1252-ben a települést IV. Béla király a pozsonyi káptalannak ajándékozta. 1324-ben Miklós pozsonyi ispán jelentésében említik Szerdahely és Kürt piacait. Szent István első vértanúnak szentelt templomát 1390-ben említik először. 1399-ben küldöttség járt a faluban, hogy elvégezzék Kymch, Kürt (Kyarth), Nyárasd és Alistál (Sthal), illetve Zaruaswrum (Prepostzele) és Synky (Synkechekutha) tavak határjárását. A 15. században a Bazini és Szent-Györgyi grófok birtoka. Később az Apponyi és Pállfy család birtoka lett, akik Tájlakon kis kastélyt is építettek.
A reformáció terjedését követő vallási villongások következtében a kürti egyház a 16. század elején megszűnt létezni. A falunak több mint 350 éven át még papja sem volt, 1634-ben a templom is elpusztult. A ma is álló templom csak a 20. században épült fel. 1649-ben a községnek már volt óvodája, az iskolát valószínűleg a 19. század elején alapították. A falu lakói nagyrészt szegény emberek, zsellérek voltak, akiket az 1866-67 évek természeti csapásai is sújtottak és eladósodtak. 1872-ben a kürti egyház ismét önálló plébánia lett.
A trianoni békeszerződésig Pozsony vármegye Dunaszerdahelyi járásához tartozott.

## Népessége
| Év:            | 1994. | 2004.   | 2014.   | 2024.   |
| -------------- | ----- | ------- | ------- | ------- |
| Emberek száma: | 1157  | 1179    | 1250    | 1362    |
| Eltérés:       |       | +1,90 % | +6,02 % | +8,96 % |

| Év:            | 2023. | 2024.   |
| -------------- | ----- | ------- |
| Emberek száma: | 1356  | 1362    |
| Eltérés:       |       | +0,44 % |

1910-ben 903, túlnyomórészt magyar lakosa volt.
2011-ben 1168 lakosából 1092 magyar és 70 szlovák volt.
2021-ben 1359 lakosából 1233 (+28) magyar, 110 (+21) szlovák, 10 (+1) egyéb és 6 ismeretlen nemzetiségű volt.

## Neves személyek
- Itt született 1955-ben Bugár Imre olimpiai ezüstérmes csehszlovák diszkoszvető.

## Nevezetességei

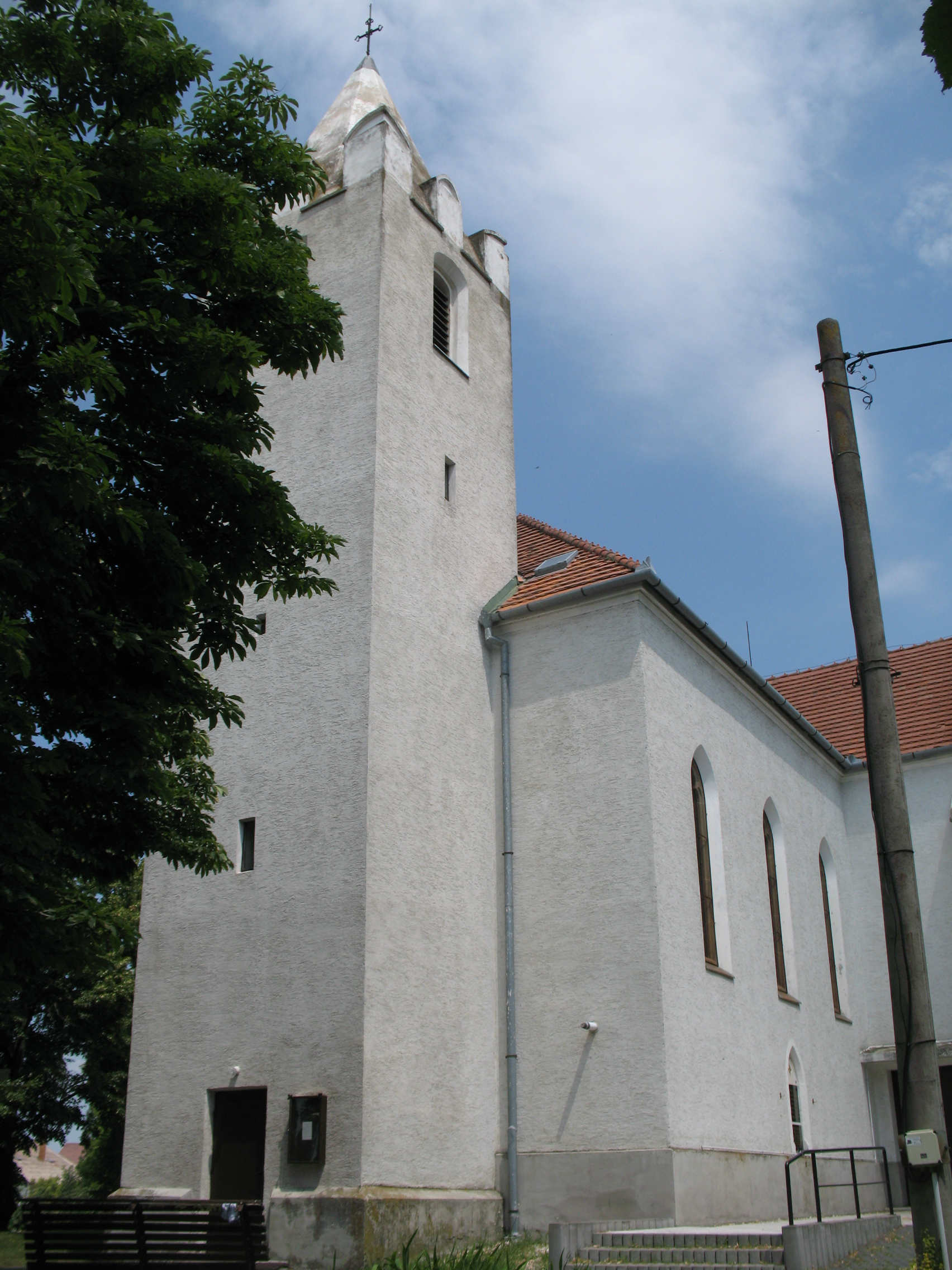
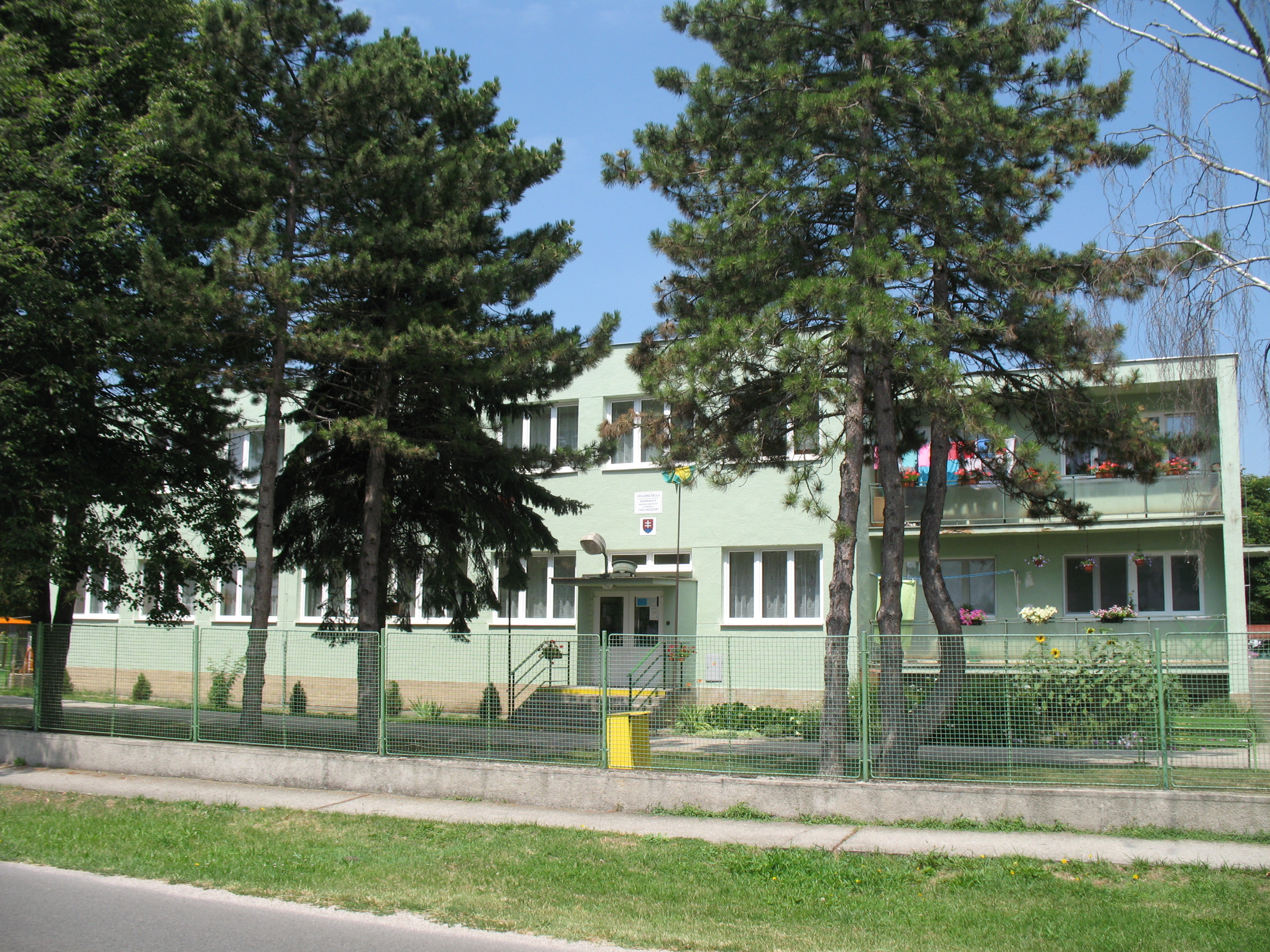
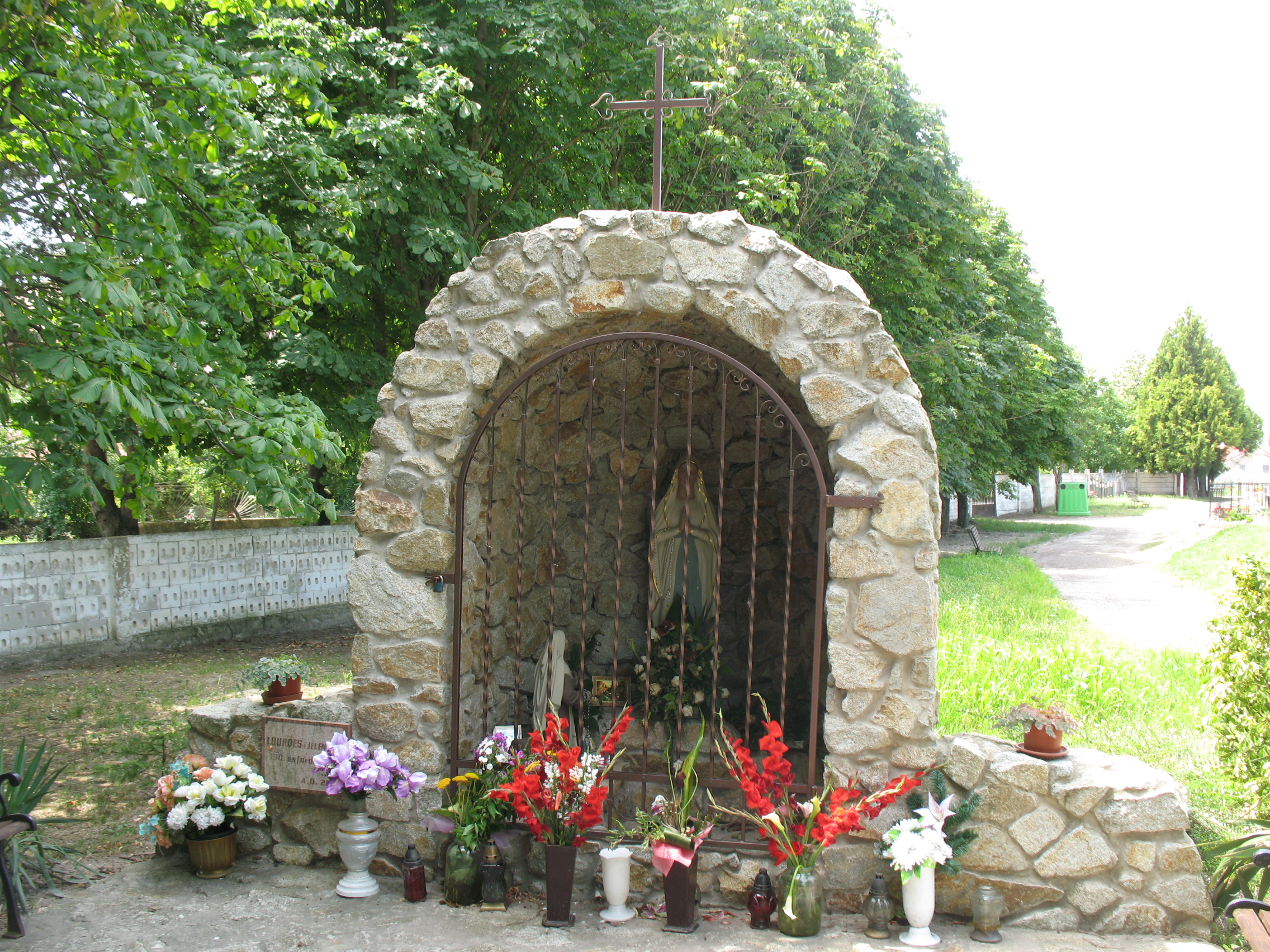
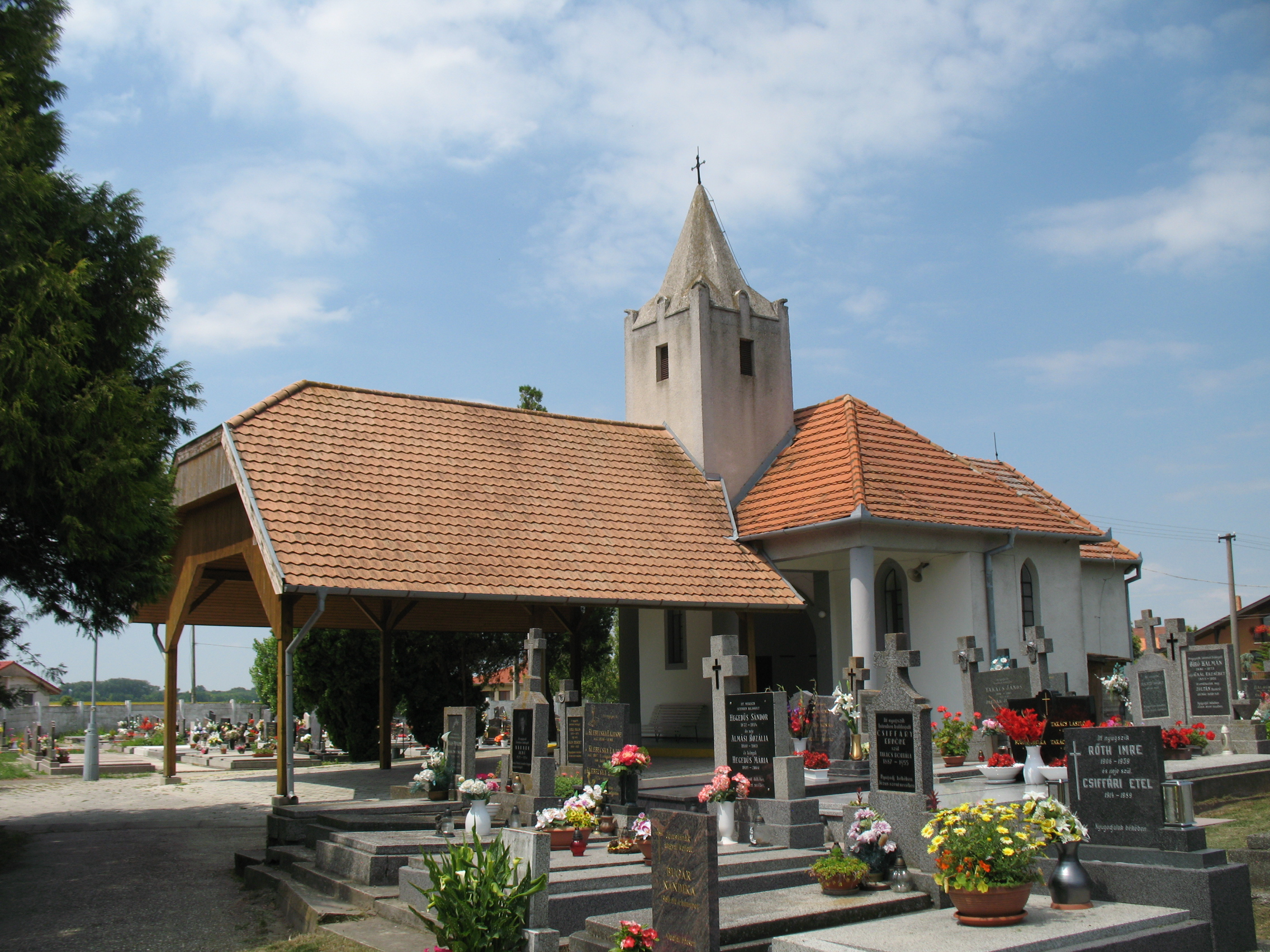
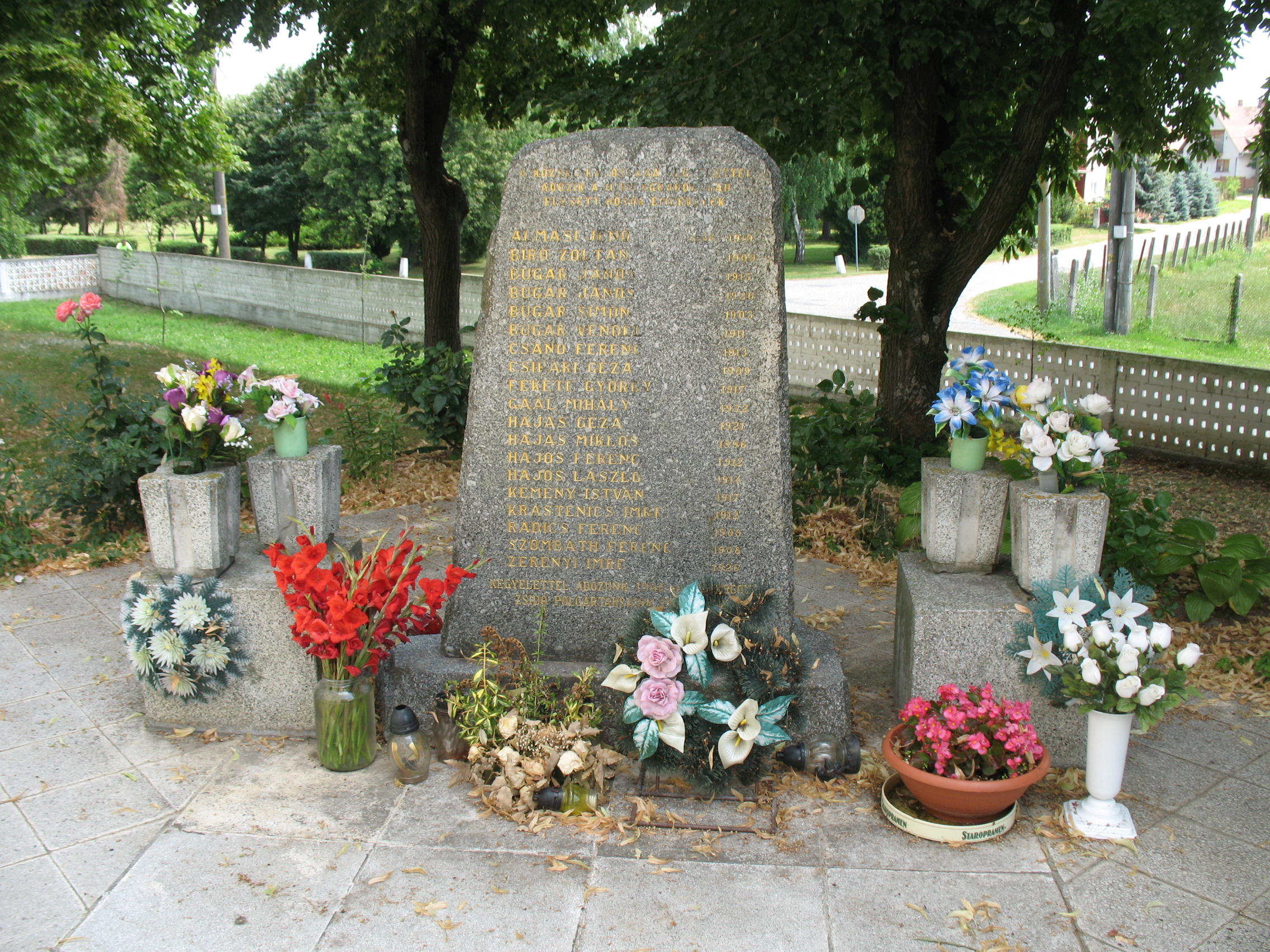
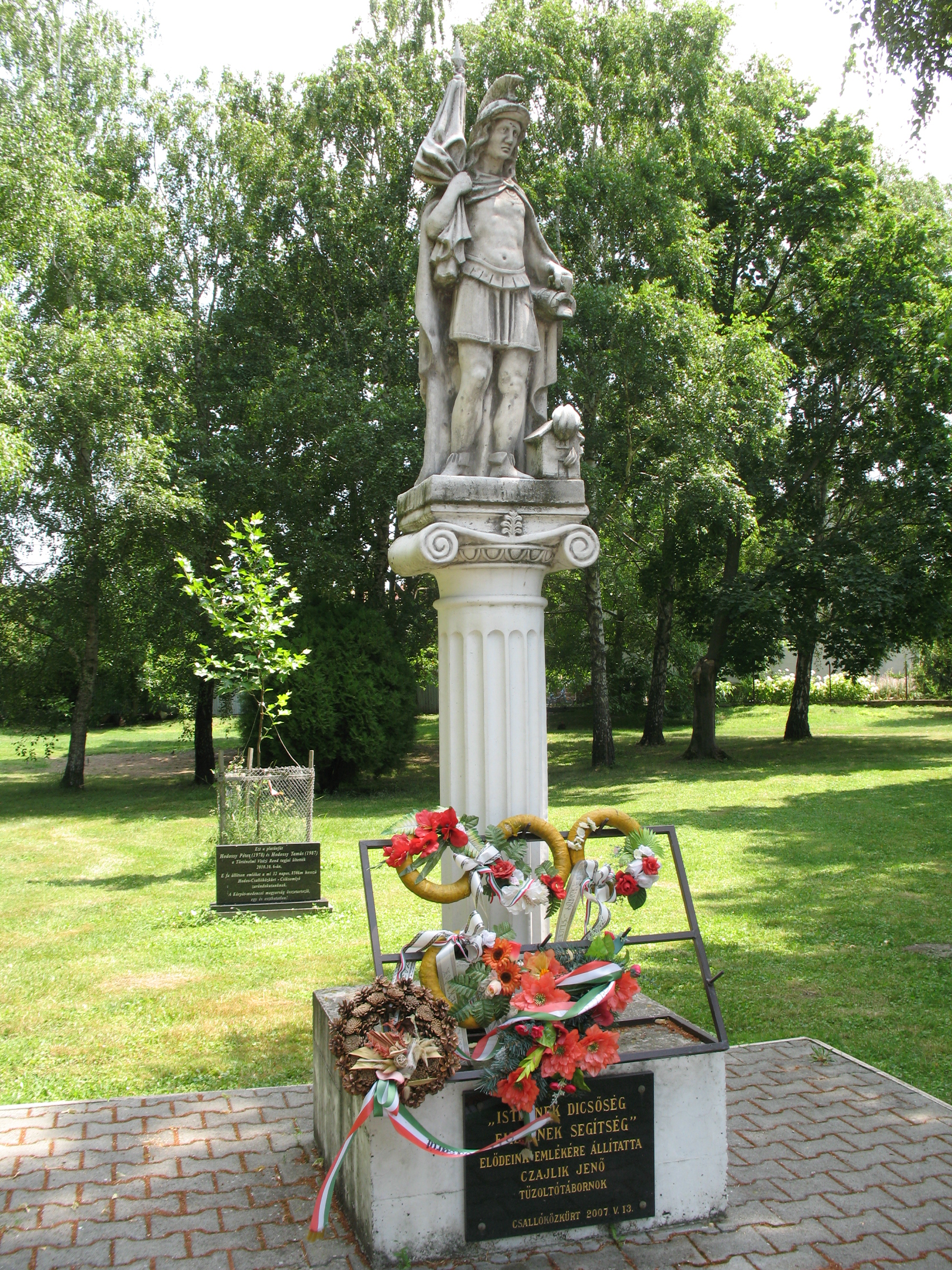
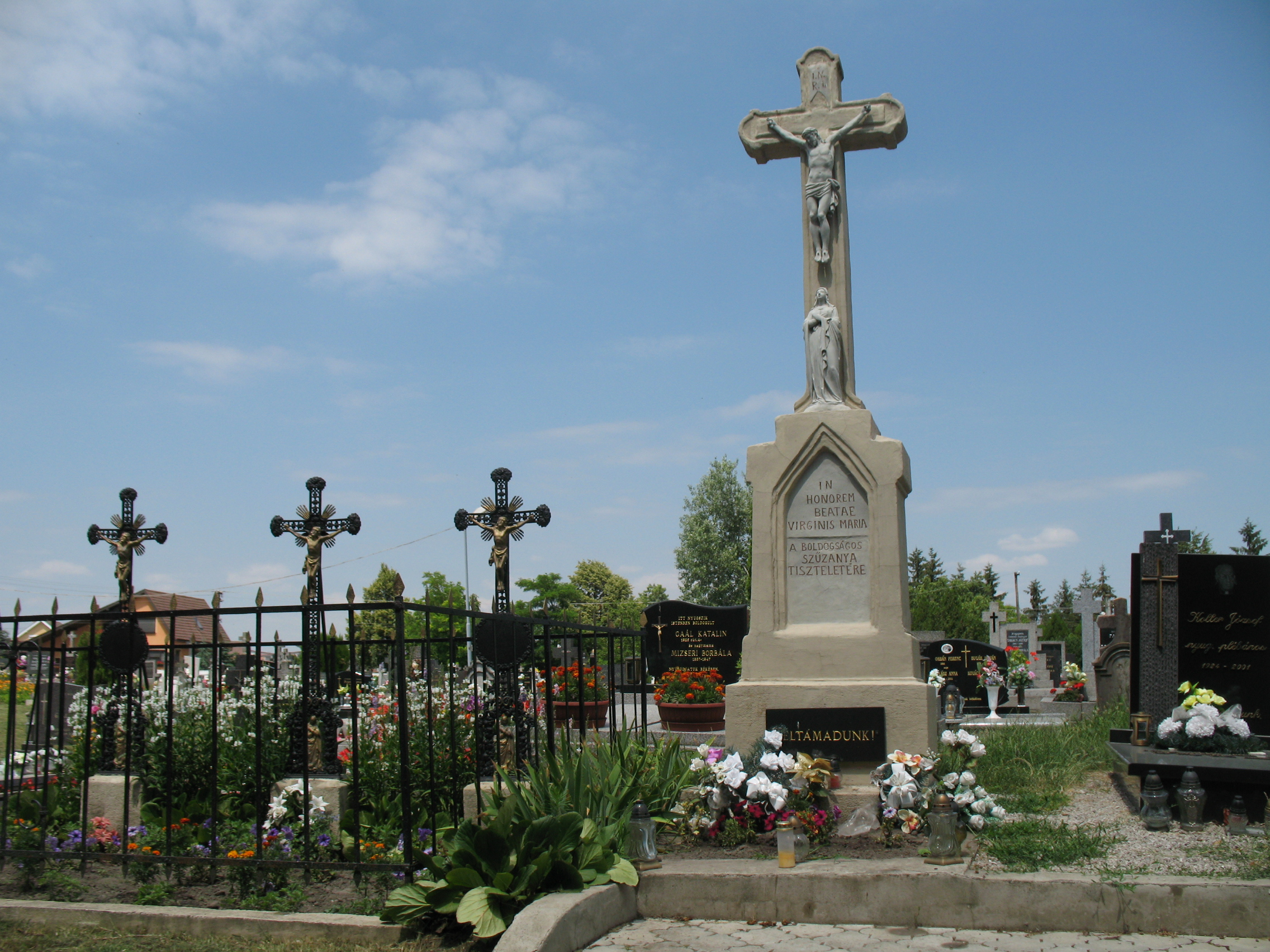
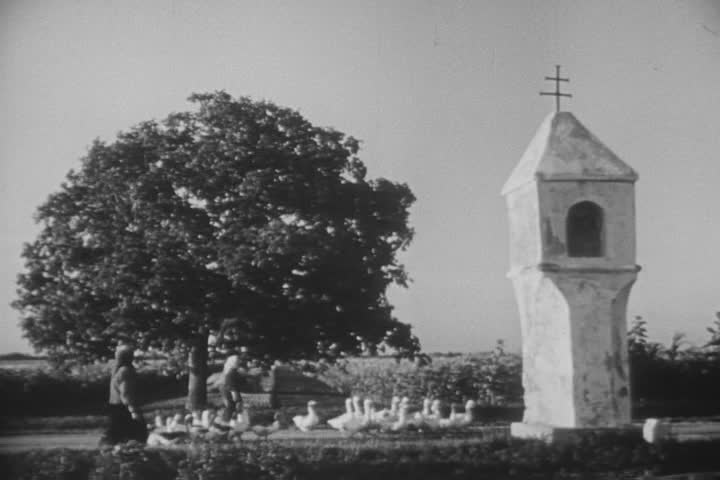

Szent István vértanú tiszteletére szentelt templomát 1933-ban építették, ekkor bontották le a korábbi gótikus templom maradványait is. 1996-ban renoválták. Egyik harangja 1482-ből származik. Márvány főoltára Mária Terézia szétvert és lebontott pozsonyi emlékműve talapzatának anyagából készült.